# 굿바이 걸
《굿바이 걸》(영어: The Goodbye Girl)은 미국에서 제작된 허버트 로스 감독의 1977년 로맨틱 코미디 드라마 영화이다. 리처드 드라이퍼스, 마샤 메이슨 등이 출연하였고, 레이 스타크 등이 제작에 참여하였다.
1978년 제50회 아카데미상에서 드라이퍼스가 남우 주연상을 수상하고, 작품상, 여우 주연상(메이슨), 여우 조연상(퀸 커밍스), 각본상(닐 사이먼) 후보에 올랐다.

## 줄거리
댄서이자 이혼녀인 폴라 맥패든과 그녀의 열 살 딸 루시는 맨해튼 아파트에서 유부남 남자친구 토니 디포레스트와 함께 살고 있다. 쇼핑을 마치고 집에 돌아온 폴라는 토니가 영화 촬영을 위해 이탈리아로 떠나 자신을 버리고 갔다는 사실을 알게 된다. 토니가 떠나기 전(폴라는 이 사실을 몰랐다), 토니는 아파트를 시카고 출신의 신경증 환자이지만 다정한 지망생 배우 엘리엇 가필드에게 서브리스를 줬고, 엘리엇은 한밤중에 이사 들어오려고 나타난다. 까다롭고 냉소적이며 신경증적인 폴라는 엘리엇을 좋아하지 않는다는 것을 분명히 하지만, 마지못해 그가 이사 들어오도록 허락한다.
폴라는 댄서로서의 경력을 다시 시작하기 위해 몸매를 되찾으려고 노력한다. 한편 엘리엇은 오프오프브로드웨이 연극 리처드 3세에서 주연을 맡았지만, 연출가 마크는 그가 리처드 3세를 과장된 동성애자 스테레오타입으로 연기하기를 원한다. 엘리엇은 자신의 연기 경력이 끝날 수도 있다는 것을 알면서도 마지못해 비전통적인 묘사에 동의한다. 연극 비평가들은 쇼를 맹렬히 비판하며 특히 엘리엇의 연기를 혹평한다. 엘리엇은 비평가들의 평론 때문에 술에 취한다. 연극은 그에게는 안도스럽게도 빠르게 막을 내린다.
잦은 충돌과 엘리엇의 도움에 대한 폴라의 감사 부족에도 불구하고, 두 사람은 사랑에 빠져 함께 잠자리에 든다. 루시는 조심스러워지고 이 관계를 토니와 있었던 일의 반복으로 본다. 엘리엇은 폴라에게 자신이 반복되지 않을 것이라고 설득한다. 나중에 그는 학교에서 루시를 데려와 마차를 태워주는데, 그동안 루시는 그를 좋아한다고 인정한다. 이에 엘리엇은 루시와 폴라를 얼마나 아끼는지, 그리고 그들을 해칠 어떤 일도 하지 않을 것이라고 설명한다.
엘리엇은 즉흥극 극단에서 일자리를 얻고 유명한 영화감독에게 눈에 띄게 된다. 그는 영화 역할을 제안받지만, 촬영지는 시애틀이고 그는 4주 동안 떠나 있을 것이다. 폴라는 엘리엇이 자신의 인생에서 다른 남자들처럼 자신을 떠나 다시 돌아오지 않을까 봐 두려워한다. 나중에 그는 길 건너편 공중전화 박스에서 폴라에게 전화해서 촬영하는 동안 함께 가자고 초대한다. 폴라는 거절하지만 초대에 용기를 얻는다. 전화를 끊기 전에 엘리엇은 폴라에게 자신이 아끼는 기타의 줄을 다시 매달아달라고 부탁하고, 폴라는 이것이 그가 진정으로 자신을 사랑하고 돌아올 것이라는 증거임을 깨닫는다.

## 출연진
- 리처드 드라이퍼스
- 마샤 메이슨
- 퀸 커밍스
- 폴 베네딕트
- 바버라 로즈
- 테리사 메릿
- 퍼트리샤 피어시
- 파워스 부스
- 톰 에버렛
- 레이 배리
- 조지프 레갈부토

## 기타 제작진
- 협력 제작: 로저 M. 로스틴
- 미술: 앨버트 브레너
- 의상: 앤 로스